# Narciarstwo dowolne na Zimowych Igrzyskach Olimpijskich Młodzieży 2012
Zawody w narciarstwie dowolnym na Zimowych Igrzyskach Olimpijskich Młodzieży 2012 odbyły się w dniach 15-20 stycznia 2012 roku. Zawodnicy i zawodniczki rywalizowali w dwóch konkurencjach, tj. halfpipe i skicross.

## Terminarz
| Data             | Godzina | Miejscowość         | Konkurencja         | Złoto           | Srebro                     | Brąz                     |
| ---------------- | ------- | ------------------- | ------------------- | --------------- | -------------------------- | ------------------------ |
| 15 stycznia 2012 |         | Nordkette Innsbruck | Halfpipe chłopców   | Kai Mahler      | Lauri Kivari               | Aaron Blunck             |
| 15 stycznia 2012 |         | Nordkette Innsbruck | Halfpipe dziewcząt  | Elisabeth Gram  | Tiril Sjåstad Christiansen | Marine Tripier Mondancin |
| 20 stycznia 2012 |         | Kühtai Ski Resort   | Ski cross chłopców  | Niki Lehikoinen | Marzellus Renn             | Matty Herauf             |
| 20 stycznia 2012 |         | Kühtai Ski Resort   | Ski cross dziewcząt | Michaela Heider | Veronika Čamková           | Emilie Benz              |

## Dziewczęta

### Halfpipe
| Pozycja | Nr | Zawodniczka                | Narodowość      | Zjazd 1 | Zjazd 2 | Najlepszy |
| ------- | -- | -------------------------- | --------------- | ------- | ------- | --------- |
|         | 2  | Elisabeth Gram             | Austria         | 84.75   | 82.75   | 84.75     |
|         | 7  | Tiril Sjåstad Christiansen | Norwegia        | 79.25   | 39.00   | 79.25     |
|         | 1  | Marine Tripier Mondancin   | Francja         | 69.25   | 69.50   | 69.50     |
| 4       | 3  | Shannon Gunning            | Kanada          | 62.00   | 58.00   | 62.00     |
| 5       | 8  | Alexia Bonelli             | Szwajcaria      | 55.00   | 44.75   | 55.00     |
| 6       | 4  | Katie Summerhayes          | Wielka Brytania | 31.25   | 47.75   | 47.75     |

### Ski cross
| Pozycja | Nr | Zawodniczka        | Narodowość        |
| ------- | -- | ------------------ | ----------------- |
|         | 12 | Michaela Heider    | Wielka Brytania   |
|         | 5  | Veronika Čamková   | Czechy            |
|         | 8  | Emilie Benz        | Szwajcaria        |
| 4       | 7  | India Scherret     | Kanada            |
| 5       | 3  | Claudia Leggett    | Kanada            |
| 6       | 1  | Katharina Tordi    | Niemcy            |
| 7       | 10 | Manuela Roncallo   | Argentyna         |
| 8       | 6  | Ksienija Maksimowa | Rosja             |
| 9       | 2  | Emma Vorger        | Francja           |
| 10      | 9  | Lesley Wilson      | Stany Zjednoczone |

## Chłopcy

### Halfpipe
| Pozycja | Nr | Zawodnik          | Narodowość       | Zjazd 1 | Zjazd 2 | Najlepszy |
| ------- | -- | ----------------- | ---------------- | ------- | ------- | --------- |
|         | 10 | Kai Mahler        | Szwajcaria       | 95.00   | 67.25   | 95.00     |
|         | 1  | Lauri Kivari      | Finlandia        | 48.75   | 90.00   | 90.00     |
|         | 8  | Aaron Blunck      | USA              | 64.25   | 87.50   | 87.50     |
| 4       | 9  | Beau-James Wells  | Nowa Zelandia    | 85.50   | 83.75   | 83.75     |
| 5       | 3  | César Fabre       | Francja          | 74.75   | 79.25   | 79.25     |
| 6       | 7  | Aaron Mackay      | Kanada           | 70.75   | 76.50   | 76.50     |
| 7       | 13 | Johan Berg        | Norwegia         | 66.75   | 71.75   | 71.75     |
| 8       | 2  | Kim Kwang-jin     | Korea Południowa | 67.75   | 61.75   | 67.75     |
| 9       | 5  | Daniel Walchhofer | Austria          | 57.25   | 66.25   | 66.25     |
| 10      | 6  | Tyler Harding     | Wielka Brytania  | 62.75   | 31.25   | 62.75     |

### Ski cross
| Pozycja | Nr | Zawodnik           | Narodowość |
| ------- | -- | ------------------ | ---------- |
|         | 8  | Niki Lehikoinen    | Finlandia  |
|         | 14 | Marzellus Renn     | Niemcy     |
|         | 4  | Matty Herauf       | Kanada     |
| 4       | 9  | Harry Laidlaw      | Australia  |
| 5       | 16 | Marius Bø Vangsnes | Norwegia   |
| 6       | 1  | Michael Schatz     | Austria    |
| 7       | 11 | Maksim Własienko   | Rosja      |
| 8       | 15 | Patrick Renner     | Włochy     |
| 9       | 2  | Axel Frost         | Szwecja    |
| 10      | 3  | Thomas Rivara      | Argentyna  |